# 秋田駅前 喫茶こまち
『秋田駅前 喫茶こまち』（あきたえきまえきっさこまち）は、NHK秋田放送局のラジオ第一とで2017年4月から2019年9月まで放送されていた金曜日のローカルワイド。

秋田放送局ではラジオで唯一のニュースや気象情報以外のローカル放送であり、編成の都合で終了した『きく・こまち』の後継である。2019年10月からは金曜夕方に『放課後ラジオこまち』を後継番組として放送している。

## 放送時間
- ラジオ第一 - 祝日にあたらない金曜日の12：30～13：00[1]
- FM(2017年度のみ) - 祝日にあたらない金曜日の12：55～13：00[2]

## 放送内容
- 12:30～　オープニング・常連客紹介
- 12:32頃　声の回覧板（リスナーと電話でトーク、きく・こまちからの引継ぎ）
- 12:40頃　特集
- 12:50頃　週末の天気解説
- 12:55　秋田県内の天気予報とおしらせ
- 12:59　エンディング

## キャスター
- 秋田局契約キャスターの宮地由季、武田実紗（店員見習い）と、秋田局アナウンサーが持ち回りで担当。
  - 現在の体制では増田卓（店長代理）、秋野由美子が隔週で担当することが多い。
- 加藤直樹（気象予報士）

### 過去の担当
- 立花三央（秋田局契約キャスター）- 店長[3]
- 村木祐輔（気象予報士）